# Haus Leuchterhof

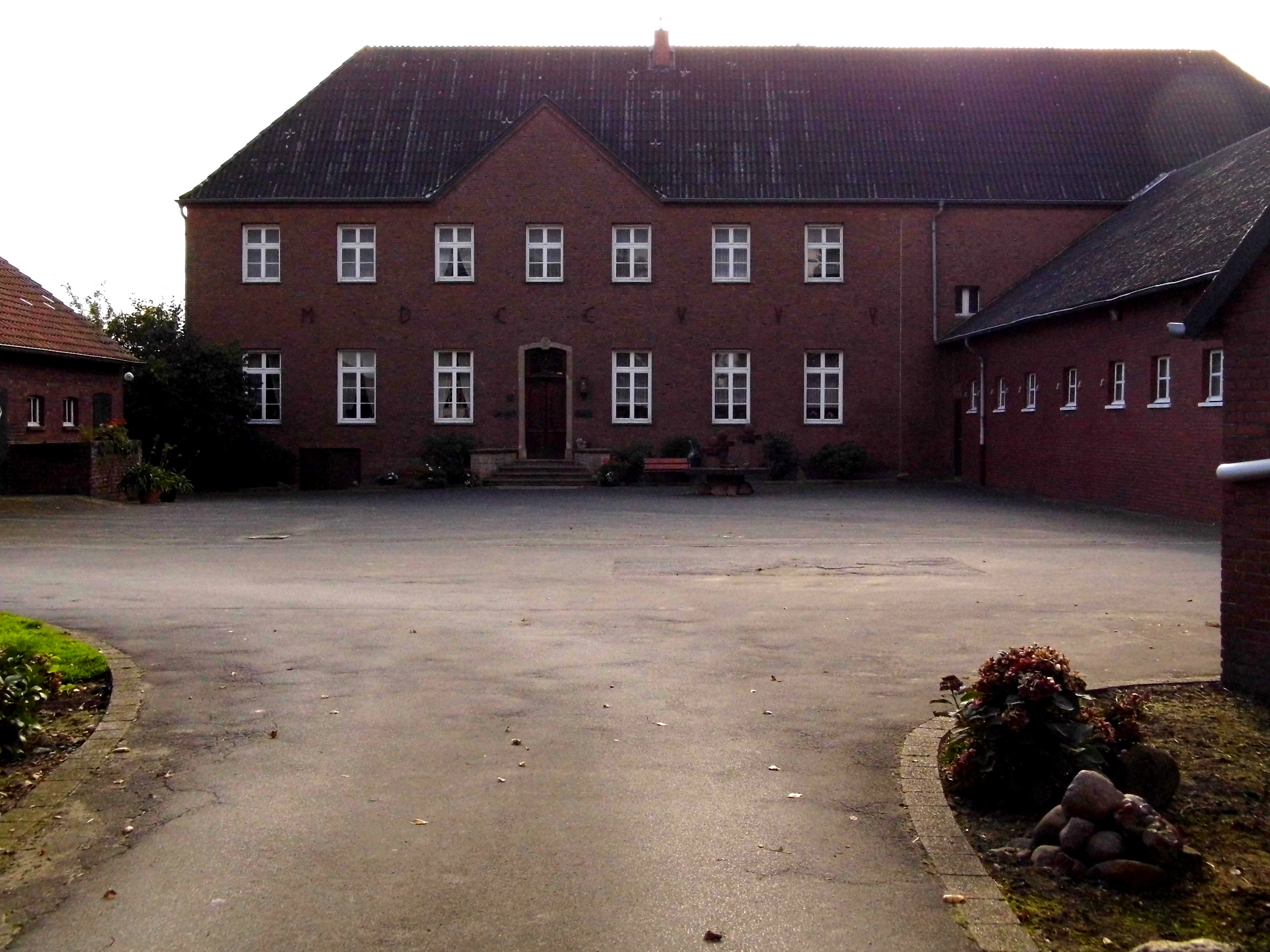
Haus Leuchterhof in Marl-Frentrop (Aufnahme: 2021)

Haus Leuchterhof ist ein historisches Gut und denkmalgeschütztes Anwesen im Stadtteil Frentrop der Stadt Marl im Kreis Recklinghausen in Nordrhein-Westfalen. Es liegt an der Klosterstraße 18 im südöstlichen Teil Frentrops, nahe der Stadtgrenze zu Gelsenkirchen.

## Geschichte
Das Gut wurde erstmals im 13. Jahrhundert erwähnt. Damals war es dem Oberhof Dorsten abgabepflichtig. Im 14. Jahrhundert gehörte es den Herren Rotger und Sander van Galen. Im 15. und 16. Jahrhundert ging es in den Besitz der Familien van Ermelen, von der Capellen zu Wittringen und schließlich der Familie von Vittinghoff-Schell über.
Im Jahr 1709 erwarb Caspar Schaumburg, Güterverwalter des Kölner Domkapitels in Recklinghausen, das Anwesen. Er und seine Frau vermachten es 1712 testamentarisch dem Karmeliterorden. Die Karmeliten ließen sich 1726 in dem bereits 1715 erbauten Herrenhaus nieder und betrieben dort ein Kloster. Ihre Tätigkeiten konzentrierten sich auf die Seelsorge in der Umgebung sowie auf die Unterweisung von Schulkindern.
Im Zuge der Säkularisation wurde das Kloster 1803 aufgehoben. Das Anwesen ging an den Herzog von Arenberg über, der es in eine Domäne umwandelte. Seitdem wurde es landwirtschaftlich als Pachtgut genutzt. Heute befindet es sich im Privatbesitz der Familie Beckmann.

## Architektur und Denkmalstatus
Das heutige Herrenhaus stammt aus dem Jahr 1715 und ist in barocker Formensprache errichtet. Es handelt sich um ein zweigeschossiges Gebäude mit einem Walmdach. Das Anwesen ist als Baudenkmal in der Denkmalliste der Stadt Marl unter der laufenden Nummer 13 eingetragen.
In der Nähe befindet sich zudem eine kleine barocke Wegekapelle, die ebenfalls unter Denkmalschutz steht.